# Capitais do urbano
Capitais do urbano é um conceito que se refere aos diversos tipos de empresas privadas orientadas para o lucro cujos processos de acumulação e lucratividade são oriundos diretamente da dinâmica e da produção da cidade. Diferentemente de outros tipos de capitais para os quais o espaço urbano é apenas um suporte para suas atividades, para esse grupo, as políticas do urbano (link futuro) importam em detalhe, de tal forma que são esses os capitais que se interessam e se mobilizam diretamente para influenciá-las.
Essa categoria inclui empresas de serviços urbanos, como transporte e limpeza, construtoras, incorporadoras, empresas financeiras, de gestão e consultoria, entre outras. A análise dos capitais do urbano busca compreender como se dá a influência do setor privado nas políticas públicas urbanas, as condições políticas que moldam essa influência e as particularidades de sua atuação em diferentes contextos, como no caso das cidades brasileiras.

## Histórico e contexto
É comum tanto entre especialistas quanto não especialistas no Brasil e no mundo, assumir-se que empresas privadas influenciam processos políticos e, especificamente, as políticas públicas das (e nas) cidades.
Isso levou a muitos pesquisadores a estudarem os diferentes atores envolvidos no processo de produção da cidade. Sob perspectivas diversas, mas sobretudo influenciadas pela agenda da sociologia urbana marxista, foram tematizados sobretudo os atores associados ao processo de produção imobiliária empresarial formal, mas também os relacionados aos processos informais no caso brasileiro.
Esses autores destacam os processos econômicos e sociais e os atores envolvidos na produção da cidade, ressaltando os empreendedores imobiliários, o lugar da cidade no capitalismo, em seus fluxos e processos de acumulação mais geral e de que forma o capitalismo produz um certo tipo de cidade, em especial no Brasil. Eles contribuem muito ao avançarem na análise de processos específicos, tipos de capitais e formas de acumulação, e suas ligações com estruturas mais gerais, mas tendem a ter pouca atenção para as políticas urbanas, os atores específicos envolvidos em sua produção e seus efeitos sobre elas. O Estado, a política e as políticas são muitas vezes pré-determinadas por resultados definidos pelo poder do capital e suas lógicas, o que não abre espaço para contingências sobre os resultados políticos e para o papel das instituições de governo sobre a própria constituição do urbano.
A partir do Neoinstitucionalismo da Ciência Política, a perspectiva dos Capitais do Urbano considera relevante diferenciar os vários tipos de capitais existentes no capitalismo, como na literatura anterior, mas ancorando-os em suas ações políticas concretas identificadas empiricamente, envolto por instituições que moldam seus interesses e estratégias em contextos específicos, produzindo diferentes tipos de resultados. Interessa olhar sobretudo como seus processos de acumulação e lucratividade provenientes estritamente da produção da cidade tem relação com a política, as políticas e as desigualdades urbanas, e como as políticas, seus desenhos e instituições importam na distribuição diferencial de recursos entre os atores.
As relações e interações entre, de um lado, esses capitais, suas atividades e estratégias de valorização e, de outro, o espaço urbano e o Estado são fundamentais para a compreensão das disputas de interesses para a produção das cidades, enfatizando-se as dimensões específicas de certos tipos de capitais e as dimensões políticas e histórico-institucionais de seus contextos de atuação.

## Diferentes tipos

### Na Incorporação
O capital incorporador se caracteriza por realizar seu sobrelucro mediante a aquisição da terra pelo preço do uso corrente e sua venda futura pelo preço do uso transformado. Isso significa que seus ganhos vem principalmente do aumento do valor da terra urbana devido à mudança do uso que é feito dela, como a transformação de um terreno em uma área edificada, de uma casa térrea ou um galpão industrial em um edifício de escritórios ou de apartamentos.
A terra urbana, sendo finita, irreprodutível e sem preço de produção, gera grandes lucros quando adquirida pelo preço do uso atual e vendida após a transformação de seu uso. A localização e o acesso à terra são cruciais nesse processo. A regulação estatal dos diferentes usos e potenciais construtivos por meio de instrumentos urbanísticos, como Planos Diretores e leis de Zoneamento, tem um impacto significativo na definição do lucro privado, por definirem regras e critérios específicos de tipos de uso e de construção que se pode fazer em cada lugar em uma cidade. Por exemplo, empresas que adquirem terrenos para construir edifícios residenciais ou comerciais, buscam aproveitar mudanças no zoneamento ou incentivos fiscais que favoreçam a transformação para usos mais valorizados e aumentem o potencial construtivo (o quanto se pode verticalizar numa área) para aumentar o valor da propriedade.
Essa ação regulatória acaba politizando o mercado e sua regulação, mesmo sem o Estado ser um grande comprador desse setor econômico. Além disso, o Estado também pode se envolver nesse mercado a partir dos níveis de concentração de terras disponíveis em seu domínio, o que define em grande medida, de um lado, sua capacidade de realizar políticas urbanas e, de outro lado, os níveis de lucratividade e liberdade de ação dos capitais do setor.

### Nos Serviços Públicos

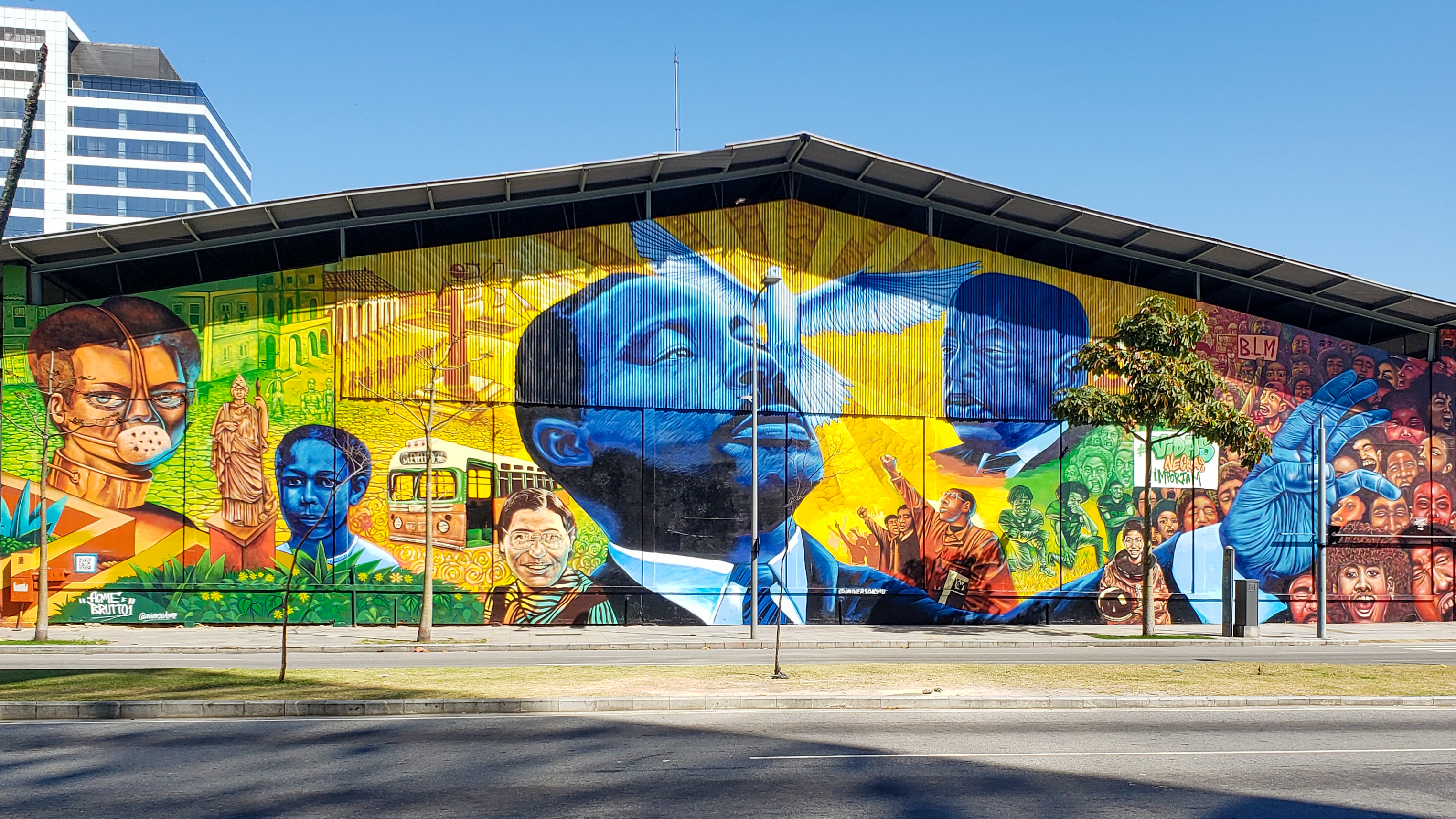
Inauguração do Mural Visões de Resistências, Sonhos de Liberdade no Porto Maravilha, RJ

Esse grupo envolve empresas ligadas aos serviços públicos por meio de contratações, permissões e concessões de transporte e limpeza urbana, por exemplo, mas também concessões urbanísticas que envolvem um conjunto amplo de atividades de áreas inteiras de uma cidade, como no caso do Porto Maravilha no Rio de Janeiro. Aqui, o Estado é frequentemente o principal ou único comprador desses serviços (trata‑se de um oligopsônio), criando um mercado fortemente politizado. A localização tende a não ser um elemento central para a lucratividade. Contudo, os serviços operam como fluxos de levar e trazer coisas e pessoas, o que acaba tendo dimensões espaciais, como a necessidade de garagens de ônibus, pontos e terminais, bem como as estações de coleta e transbordo de resíduos. A fonte da lucratividade é o fundo público e os seus patamares dependem da regulação estatal e dos formatos de remuneração definidos em contrato, como pagamento por serviço prestado, por unidade de serviço, por custo, por período, por quilometragem rodada, qual a duração dos contratos e quais as taxas de lucratividade definidas nos acordos.
A regulação se estrutura como um semimonopólio natural, com assimetria de informações entre o regulador (Estado) e os regulados (empresas). Nesse sentido, o Estado busca implementar instrumentos de política pública que aumentem suas informações, diminua essa assimetria, ao mesmo tempo que as empresas buscam diminuir o controle e aumentar a opacidade dos custos, sua discricionariedade e autonomia. Recentemente, o crescimento da disponibilidade de diferentes tipos de instrumentos tem impactado esse mercado. De um lado, fez crescer um mercado privado fornecedor de serviços e produtos — de sistemas de bilhetagem eletrônica e processamento de informações em transporte público a iluminação e sinalização inteligentes de trânsito. De outro, a existência de ferramentas tem melhorado as condições para a regulação da prestação de serviços pela redução das assimetrias de informação, aumento da transparência e da possibilidade de responsabilização (accountability).

### Na Construção Civil
O terceiro tipo abrange o setor da construção civil, incluindo edificações e obras públicas de infraestrutura. A lucratividade desse grupo vem da atividade industrial associada à produção de uma mercadoria fixa no espaço e construída sob encomenda, a obra. O Estado é um comprador significativo, mas não exclusivo. No caso da contratação de obras públicas, a fixação de preços e da qualidade é feita pelo Estado. Assim, como no grupo anterior, isso incentiva que esses atores busquem "entrar" no Estado em busca de influência privada no setor público, contribuindo para formas persistentes de estratégias informais e ilegais de acessar arenas decisórias e atores envolvidos na definição das políticas, como pela corrupção. Nesse caso, a terra e a localização não são questões centrais, já que o Estado as soluciona antes que se inicie o processo de produção da obra. São exemplos empresas de construção pesada que realizam obras de infraestrutura, como estradas, pontes, hidrelétricas e edifícios públicos.

### Na Gestão e Consultoria
Há também os capitais relacionados à prestação de serviços de consultoria e gerenciamento para o próprio Estado em políticas urbanas. Historicamente centradas em agências estatais, essas atividades têm sido cada vez mais terceirizadas para empresas privadas. Trata‑se da prestação de um serviço ao próprio Estado (e não em seu nome, como nos serviços urbanos) e de natureza intelectual (diferentemente das atividades de construção). Assim, como nos dois casos anteriores, o Estado é um dos únicos compradores, o que dá contornos políticos a esse mercado.
A remuneração é proporcional à extensão e complexidade dos serviços prestados e inversamente proporcional à capacidade do Estado de exercer seus papéis clássicos de planejamento, organização e regulação. O espaço e as localizações são irrelevantes, pois o produto é imaterial. A centralidade dos elementos técnicos na licitação gera um mercado fechado, com poucas empresas com capacitação prévia. São exemplos desse grupo: as empresas de gerenciamento de obras, de trabalho social junto a populações atingidas por obras e ações governamentais, consultorias especializadas em planejamento urbano, habitação, meio ambiente e saneamento, bem como na produção de editais para o Estado e para auxiliar as agências estatais a pleitearem verbas de outras instituições, como editais do governo federal e de agências internacionais.

## Relação entre Capitais e o Estado
Diferentes teorias tem oferecido diferentes explicações para como se dá a influência das empresas privadas sobre as políticas públicas, o Estado e, em específico, as políticas do urbano.

### Marxismo
Os argumentos sobre a importância das empresas privadas derivam do marxismo, que oferece um olhar atento para os circuitos de valorização e processos econômicos e políticos. A interpretação clássica marxista é estruturalista e ligada à captura do Estado, com pouco espaço para a contingência. Os principais argumentos estão relacionadas à ideia de captura do Estado pelos interesses da classe dominante, ou seja, o Estado é visto como um instrumento da classe burguesa para administrar seus negócios coletivos. Mas para o próprio Marx, o Estado é também uma arena ocupada pelas frações de classe vencedoras de lutas concretas, integrando agência social e contingência política. Nesses casos, a agência social é valorizada, mas raramente efetiva devido ao peso das estruturas econômicas refletidas nas estruturas políticas.
Em desenvolvimentos posteriores dessa teoria, nos anos 1960/70, o Estado é definido por sua função de isolar o político e manter a unidade, garantindo a determinação do econômico. Ele é visto como a condensação material de uma relação de forças entre classes e frações de classe, cristalizadas em sua estrutura.
Para a tradição marxista dos estudos urbanos desse período, ligada sobretudo à sociologia e à geografia, a política e o Estado acabam sobredeterminados pelos processos econômicos. Para esses autores, mesmo com diversos agentes pressionando o Estado, o capital precisa produzir resultados favoráveis à reprodução da ordem social capitalista.
Outros teóricos marxistas nos anos de 1970 e 1980, buscaram especificar argumentos por meio de mecanismos que explicassem a captura do Estado. Primeiramente, o principal mecanismo de captura do Estado seria ligado ao poder das elites. Esse poder se efetivaria por meio
- da socialização comum das elites econômicas e políticas, gerando convergência de visões de mundo,[34] cujo efeito decorreria de várias instituições, como as universidades, os clubes e instituições políticas como os partidos[35]
- de ação coletiva dos capitalistas mais fácil (mais recursos) em comparação com os trabalhadores[36]
- da dependência estrutural do Estado em relação ao capital para a construção do fundo público, incentivando políticas que ajudem na acumulação econômica.[36][37]

### Pluralismo
Para a tradição pluralista norte-americana dos anos de 1950, os interesses privados são reconhecidos como grupos de interesse, com a produção de políticas correspondendo a "quem fica com o quê, quando e como". Os atores privados são considerados como quaisquer outros atores, mobilizados segundo seus interesses e de forma proporcional à intensidade desses interesses.
Em formulações posteriores, nos anos de 1970, autores ressaltaram a desproporção de recursos de poder entre os atores, sugerindo maior probabilidade de vitória para atores empresariais privados. A classe política aparece tendo relevância, sobretudo pelas múltiplas conexões com os atores privados. Contudo, o Estado é considerado uma casca vazia a ser preenchida pelos grupos vencedores das disputas políticas eleitorais em contextos democráticos, não havendo espaço para a importância das burocracias e outras instituições políticas para a produção dos resultados encontrados.

### Economia Política Urbana
Durante os anos de 1970 e 1980, um outro conjunto de trabalhos dos estudos urbanos norte-americanos produziu modelos sobre o poder na cidade que guardam especial protagonismo para as empresas privadas.

#### Máquina de Crescimento
A partir do caso das cidades dos Estados Unidos, o modelo da "Máquina de Crescimento" aponta que elites políticas locais recorrem ao apoio e financiamento do setor privado para a provisão de políticas. Isso se deve ao desenho das instituições do federalismo fiscal norte-americano, no qual, os governos locais não teriam recursos suficientes para a entrega de políticas sob sua responsabilidade e os obrigaria a buscar apoio e financiamento do setor privado. Isso gera um viés nas políticas urbanas, já que os interesses desses capitais seriam privilegiados diante dos outros interesses. Desse modo, predominariam projetos de renovação urbana liderados por arranjos institucionais com grande proeminência das empresas do setor imobiliário, como incorporadores e construtores.

#### Regimes Urbanos
Também a partir do caso das cidades norte-americanas, o modelo dos "Regimes Urbanos" entende que o poder está associado à capacidade de realizar projetos e políticas. O poder político depende da capacidade de mobilizar recursos do setor privado e liderar políticas baseadas em coalizões entre atores públicos e privados. As coalizões podem impulsionar várias agendas e políticas diferentes, desde "máquinas de crescimento" até "regimes de preservação" (ou anti-crescimento). Essas coalizões não seriam baseadas apenas nos interesses dos atores privados, mas também do eleitorado das elites políticas e das burocracias responsáveis por implementar as políticas públicas. Ainda assim, o Estado e suas instituições acabam sendo pouco tematizados, ainda que não houvesse nenhum imperativo teórico para sustentar sua irrelevância.

### Novos Atores na Política e Novos Arranjos de Políticas Públicas
A partir dos anos de 1980, novos arranjos de produção de políticas públicas passaram a ser implementados, aumentando a presença de atores privados e do terceiro setor na provisão de políticas. Nesse sentido, foram implementados diversos formatos de parceria entre o Estado e esses atores, seja por meio de privatização ou concessão de serviços existentes, assim como outras diversas  formas de parceria, como Parcerias Público-Privadas (PPPs), permissão, cessão onerosa e não onerosa e terceirização.
Uma parte da literatura dos estudos urbanos vai estudar esses formatos com posições contrárias e a favor. Eles reafirmam a importância dos capitais do urbano na formulação e implementação de políticas, por vezes com redução do controle público ou democrático. Além disso, reconhecem o efeito das instituições, dos formatos das políticas e dos atores estatais.
Assim, de modo geral, em termos históricos, houve uma mudança nas divisões de tarefas entre Estado e atores de mercado com implicações na criação e supressão de diferentes tipos de capacidades estatais. Houve um movimento crescente de transferência das atividades de execução direta (row/remar) do Estado para o setor privado, enquanto houve ampliação do escopo, da complexidade e do número de suas atividades de regulação (steer/manejar o leme), com o fortalecimento de ações como a fiscalização e gestão de contratos de concessões de serviços públicos, a definição de parâmetros e limites para ações privadas (como a regulação do uso e ocupação do solo e da promoção imobiliária) e a própria organização/gestão do próprio Estado.

#### Governança
Do ponto de vista de autores do neoinstitucionalismo histórico, o conceito de padrões de governança ajuda a entender esses diferentes padrões e formas de relacionamento entre atores estatais e não-estatais. Os padrões de governança são conjuntos de atores (estatais e não estatais), padrões de relação e instituições que fazem parte dos processos de produção de políticas. Nesse sentido, o foco de análise deve estar na ação política e nas relações entre atores envolvidos nos processos de produção das políticas em casos específicos e na forma com que fazem valer sua influência. Esse seria também o caminho para a construção de pontes entre essas diferentes tradições da literatura, ao invés de insistir nas diferenças teóricas da descrição dos atores em si e de seus supostos papéis. O conceito de governança permitiria um enquadramento teórico flexível sobre os elementos do contexto no interior do qual ocorrem as interações entre capitais e demais atores.

### Formas de ação política e relações entre atores
Outro grupo de teorias se preocupou sobre as formas de ação política, as relações entre os atores e, em alguns casos, considerou o Estado e como essas dinâmicas entre os atores produzem efeitos e influência sobre as políticas públicas.

#### Triângulos de Ferro
A partir de tradição norte-americana, o modelo do "Triângulo de Ferro" descreve a relação entre congressistas interessados em ganhos em seus redutos eleitorais, burocratas que visam aumentar suas políticas e eleitores (distritos eleitorais) demandantes de benefícios localizados. Essa interação gera expansão do gasto público em políticas particularistas, por meio da associação entre atores em busca de benefícios mútuos. Esse olhar pode ser útil para entender como interesses específicos podem influenciar a alocação de recursos públicos em nível local.

#### Corporatismo
A partir da tradição européia, no modelo corporatista, os partidos políticos são os veiculadores de interesses em formas associativas e representativas diversas em nível nacional. Essa forma de representação de interesses envolve a participação de grupos de interesse (como associações empresariais e sindicatos) na formulação de políticas públicas e pode levar à criação de políticas que beneficiam certos grupos em detrimento de outros. A participação dos capitais do urbano no corporativismo pode influenciar as políticas urbanas de forma a favorecer seus interesses por meio de mobilizações e ações individuais dentro de coalizões e redes localmente.

#### Anéis Burocráticos de Poder
A literatura brasileira apresentou o modelo dos "Anéis burocráticos de poder" enquanto "Círculos de interessados [...] que cortavam perpendicularmente e de forma multifacetada a pirâmide social, ligando [...] segmentos do governo, da burocracia, das empresas, dos sindicatos". Eles colaboram na explicação da seletividade dos interesses representados nas políticas brasileiras desde o período democrático populista (1946-1964) até o regime militar no Brasil (1964-1985). Indicam que as políticas públicas são influenciadas por redes de poder que transcendem as estruturas formais do Estado.

#### Gramáticas Políticas
A literatura sobre gramáticas do poder colaborou ao apontar que em um dado momento do tempo podem coexistir e serem operadas simultaneamente diferentes formas de regulação nas relações entre público e privado em diferentes políticas. No Brasil, diversas gramáticas são operadas, como o Clientelismo, Corporativismo, Insulamento burocrático e universalismo de procedimentos. Cada gramática molda a forma como os capitais do urbano interagem com o Estado e influenciam as políticas públicas.

#### Tecido Relacional do Estado
O conceito de tecido relacional do Estado se refere à interpenetração de atores públicos e privados na produção de políticas públicas, passando por redes sociais construídas ao longo da formação histórica dos setores de políticas e de suas comunidades profissionais. Essas redes de vínculos são de diversos tipos, intencionais e não intencionais, pessoais e institucionais, legais e ilegais, e constroem uma teia ampla e heterogênea entre atores, organizações e indivíduos do/no público e do/no privado. Essa perspectiva chama atenção para o fato de os vínculos serem menos intencionais e mais duradouros do que na ideia de anéis burocráticos. Nesse sentido,"os atores privados teriam papel potencial de destaque por seus recursos de poder, mas sua ação dependeria de suas estratégias/ações (coletivas ou individuais) e das posições que ocupam em tal tecido relacional, e não apenas de suas posições de riqueza, status e em organizações."

## Contexto brasileiro

### Formação Histórica
A formação histórica do Estado e a constituição dos atores políticos e econômicos no Brasil deram grandes recursos de poder às empresas privadas, ao mesmo tempo em que tornavam o Estado e suas instituições o mais importante ator na produção de políticas. As empresas são muito importantes, mas também fracas e dependentes do protagonismo estatal. O Estado está sempre presente e concentra recursos e capacidade decisória, mas depende do setor privado e nele se apoia para inúmeras de suas atividades.
Desde 1930, o Estado se dedicou à produção de bens intermediários e infraestrutura, os capitais estrangeiros se fixaram na indústria da transformação, e os capitais brasileiros se implantaram na indústria da construção e nas casas bancárias. Um cenário similar já se verificava nas cidades desde o século XX, com capitais nacionais da economia cafeeira se urbanizando para constituir empresas de serviços urbanos e de produção imobiliária. O legado histórico brasileiro reservou para os capitais da construção e da produção da cidade um papel econômico de destaque, assim como um porte significativo dentre as empresas privadas nacionais.
A expansão de infraestrutura a partir dos anos 1950 (estradas, hidrelétricas, portos, aeroportos) criou um amplo mercado para empresas de construção pesada. Nesse sentido, não é exagero afirmar que o Estado foi o grande produtor desses setores econômicos (aí incluindo empresas e comunidades profissionais) através de décadas de contratações maciças e continuadas. Esses setores viabilizaram uma grande parte da estratégia de desenvolvimento, em uma relação quase simbiótica.
Assim, os capitais de serviços e construção do ambiente construído dependem de contratações do Estado desde o final do século XIX, embora de forma variável. O papel do setor privado variou historicamente, considerando os ciclos da economia internacional e o desenvolvimento de capacidades estatais. De toda forma, o setor privado se envolveu desde cedo na produção direta de políticas urbanas.

### Regulação e Execução
O setor privado sempre ocupou papel importante nas políticas urbanas, executando tarefas específicas sob contrato, contratadas por agências locais da administração direta dos anos 1920 aos 1960 e mais tarde por empresas públicas entre os anos 1960 e os 2000. As elites locais sempre estiveram ligadas à execução de serviços de construção, incorporação e produção da terra, em especial em pequenos municípios. Recentemente, tem ocorrido um esforço de construção de capacidades de regulação sobre o setor privado contratista, concessionário ou parceiro, na provisão de serviços urbanos como transportes públicos e limpeza urbana. Adicionalmente, atividades de organização e gestão interna ao Estado, que tradicionalmente eram realizados pelas agências e burocracias estatais são contratadas mais e mais com gerenciadoras e consultoras de diversos tipos.

### Poder Político
Os capitais do urbano tendem a acumular muito poder político devido a suas conexões com a classe política, considerando o seu destaque econômico. Isso ocorre através de corrupção associada a obras e outros contratos públicos, como já vastamente demonstrado em inúmeros escândalos políticos, mas também de forma oficial pelo financiamento de campanhas políticas. A escala dos capitais do urbano e as suas conexões os tornam centrais no financiamento de campanhas eleitorais locais e nacionais, mesmo após a proibição do financiamento privado de campanhas, o que lhes compra acesso e aumenta a capacidade de influência.

### Modelo Brasileiro
Todos esses argumentos poderiam nos levar a considerar a aplicação do modelo das máquinas de crescimento para o caso brasileiro. Entretanto, as instituições do arranjo federativo são muito diversos do norte-americano, o que tornam as distribuições de recursos, oportunidades e incentivos entre os atores muito diferentes, afetando também seus interesses e estratégias de ação. Desde a redemocratização, as políticas públicas brasileiras foram fortemente reestruturadas, tendo a divisão de competências entre níveis de governo como um eixo central. Em termos fiscais, apesar de o desenho anterior à Constituição de 1988 ter sido mantido em seus traços gerais, operou-se um aumento substancial dos recursos disponíveis localmente, em parte por transferências automáticas associadas à prestação de serviços e programas, que cresceram no interior de sistemas de políticas com destinação específica (ear-marked). Esse modelo não gera especificamente investimentos em políticas urbanas, visto que a presença federal no seu financiamento é pequena (diferentemente das políticas sociais), criando uma escassez continuada de recursos. Entretanto, a presença de recursos federais para várias políticas libera recursos arrecadados localmente para políticas urbanas e reduz substancialmente o efeito de dependência dos governos locais aos capitais nacionais, como no raciocínio da máquina de crescimento norte-americana.
Por outro lado, é razoável argumentar que o financiamento eleitoral e as múltiplas associações entre elites políticas locais e produtores do urbano amalgamam interesses em coalizões políticas e econômicas orientadas à realização de políticas. Os resultados destas, entretanto, são diferentes dos gerados pela armadilha fiscal do modelo da máquina de crescimento. Enquanto no caso norte-americano a promoção de renovação urbana e o nexo com os capitais incorporadores estão no centro, no modelo brasileiro a obtenção de contratos públicos para obras e serviços parece ser o mais relevante.